# BL Большого Пса
BL Большого Пса (лат. BL Canis Majoris) — двойная затменная переменная звезда типа Алголя (EA) в созвездии Большого Пса на расстоянии (вычисленном из значения параллакса) приблизительно 23894 световых лет (около 7326 парсеков) от Солнца. Видимая звёздная величина звезды — от более +15,5m до +14,8m. Орбитальный период — около 4,023 суток.